# Alpetrágio
Alpetrágio (Alandalus — 1204), também chamado de Abu Ixaque Noradine Albitruji ou Abu Ixaque ibne Albitruji (em árabe: ‏أبو إسحاق نور الدين البطروجي الإشبيلي‎) foi um astrônomo e filósofo do século XII. Viveu na Andaluzia, no sul da Espanha. A cratera lunar Alpetragius recebeu seu nome.